# Asesinato de Andreen McDonald
Andreen Nicole McDonald (Port Antonio, Jamaica; 23 de septiembre de 1989 - San Antonio, Texas; 28 de febrero de 2019) fue una joven estadounidense de origen jamaicano que fue asesinada en su domicilio por su marido, Andre McDonald, perteneciente al Fuerza Aérea de los Estados Unidos.

## Antecedentes
Andreen Nicole Anderson nació en Port Antonio (Jamaica), el 23 de septiembre de 1989, hija de padres jamaicanos que habían emigrado a los Estados Unidos. Era la segunda de tres hermanas. En el momento de su asesinato, era una mujer de negocios que dirigía una residencia asistida llamada Starlight Homes junto con su marido, Andre McDonald, comandante de la Fuerza Aérea de los Estados Unidos. Según muchos testimonios, el matrimonio era problemático y la relación entre ambos era tensa en los meses previos a su asesinato.

## Desaparición
Andreen McDonald fue dada por desaparecida el 1 de marzo de 2019 por amigos y familiares que se preocuparon al ver que no acudía al trabajo ni cumplía con otras obligaciones. La policía realizó una inspección tras las denuncias en su domicilio, donde descubrieron indicios de que podía haberse dado un caso de juego sucio. Entre los hallazgos se encontraban productos de limpieza, manchas de sangre y objetos quemados en el patio trasero. Los investigadores rápidamente centraron su atención en su marido, Andre McDonald, como principal sospechoso.
Andre fue detenido poco después de la desaparición de Andreen por manipulación de pruebas. Aunque admitió haber comprado los productos de limpieza, inicialmente negó su implicación en la desaparición de su esposa, en relación con las acusaciones, y fue puesto en libertad bajo fianza poco después. Sin embargo, las autoridades creían que había pruebas circunstanciales sólidas que sugerían lo contrario, incluido su comportamiento sospechoso, y los materiales que compró parecían indicar un intento de encubrir un delito.

## Búsqueda e investigación
Durante varios meses, los investigadores, los familiares y los voluntarios buscaron el cuerpo de Andreen. Las autoridades finalmente pudieron reunir más pruebas contra Andre McDonald a través de imágenes de vigilancia, registros y testimonios de testigos. Los investigadores creían que había matado a su esposa durante una discusión, se había deshecho de su cuerpo y había intentado borrar las pruebas del crimen.
El 11 de julio de 2019, los restos de Andreen fueron descubiertos por un transeúnte en un rancho privado en el norte del condado de Béxar, en el mismo estado de Texas. Los restos fueron identificados como los de Andreen McDonald a través de registros dentales. Este descubrimiento llevó a Andre McDonald a ser acusado de asesinato en primer grado.

## Juicio y sentencia
Andre McDonald fue juzgado en 2023 por el asesinato de su esposa. La fiscalía presentó un caso que se centró en los antecedentes de violencia doméstica de Andre, las pruebas circunstanciales recogidas en la escena del crimen y sus intentos de encubrir el asesinato.
A pesar de las alegaciones de la defensa, el jurado le declaró culpable de homicidio involuntario, siendo condenado a 20 años de prisión. La sentencia provocó numerosas críticas por parte de la opinión pública, ya que muchos consideraron que no se había hecho justicia con Andreen McDonald y su familia.

## Consecuencias

### Batalla por la custodia de la hija
Los padres de Andre McDonald solicitaron la custodia de su nieta, argumentando que eran aptos y capaces de proporcionar un entorno estable. Sin embargo, la madre de la víctima, que había vuelto a Jamaica, sostuvo que su hija habría querido que su nieta fuera criada por su familia. Argumentó que la familia de Andre, dada su conexión con el asesino de su hija, no era un entorno adecuado para la niña.
Tras una larga batalla legal, el tribunal finalmente se puso del lado de la madre de Andreen McDonald y le concedió la custodia de la niña. La decisión estuvo muy influida por la consideración del tribunal del interés superior de la niña y la conexión que tenía con su abuela materna.

### Demanda por homicidio culposo
Además de la batalla por la custodia, la familia de Andreen McDonald interpuso una demanda civil contra su asesino por negligencia en el episodio mortal. En 2023, los tribunales concedieron a la herencia de Andreen la cifra de 210 millones de dólares en concepto de daños y perjuicios, responsabilizando a Andre McDonald de la pérdida y el sufrimiento que causó.